# Кубикадзири

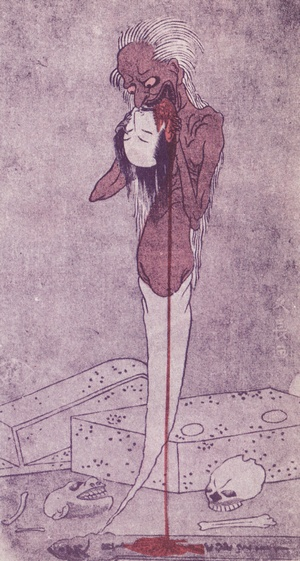
Призрак, грызущий голову женщины (иллюстрация Иппицусай Бунтё, XVIII век)

Кубикадзири (яп. 首かじり, кусающий шею/голову) — призрак-ёкай, злой дух из японского фольклора, который отгрызает и съедает головы своих жертв, живых и мёртвых. Согласно преданиям, в кубикадзири превращается человек, обезглавивший сам себя.

## Описание
Отличительным признаком кубикадзири является исходящий от него отчётливый запах свежей крови. Его можно увидеть на ночных кладбищах, где этот страшный призрак ищет свежие могилы и запоздалых посетителей, на которых нападает в надежде поужинать их головами. Легенды говорят, что обрести покой призрак может только тогда, когда найдёт свою собственную голову. Обладает способностями оборотня. Когда кубикадзири с кем-нибудь сталкивается, то он меняет обличье, причём на ничего не подозревающих людей нападает необъяснимый страх.